# Брђани (Плетерница)
Брђани су насељено место у саставу града Плетернице, у западној Славонији, Република Хрватска.

## Историја
До нове територијалне организације налазило се у саставу бивше велике општине Славонска Пожега.

## Становништво
Насеље је према попису становништва из 2011. године имало 49 становника.
| Националност       | 1991.       |
| Хрвати             | 67 (98,52%) |
| Срби               | 1 (1,47%)   |
| Југословени        | 0           |
| остали и непознати | 0           |
| Укупно             | 68          |